# Koloniträdgårdar i Stockholm

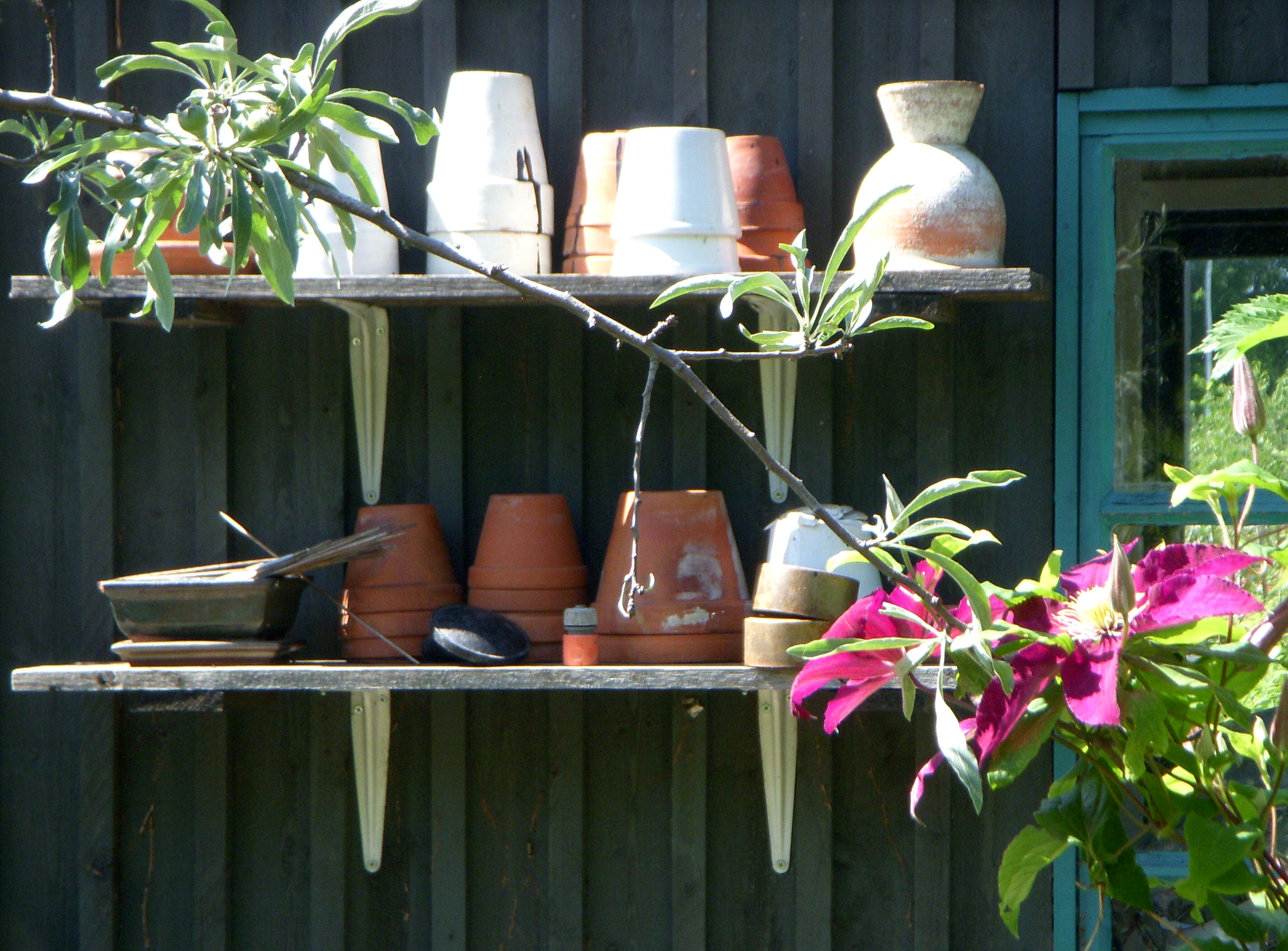
En stämningsbild från Stockholms äldsta kvarvarande koloniområde: Söderbrunns koloniområde på Norra Djurgården, sommaren 2010.

Koloniträdgårdar började på ett organiserat sätt anläggas i Stockholm år 1906. Initiativtagare var Anna Lindhagen. Bland de första koloniträdgårdarna som skapades i Stockholm var Söderbrunns koloniområde på Norra Djurgården, invigt 1905 och fortfarande i drift.
Kolonirörelsen i allmänhet tog sina förebilder från Tyskland, men för Stockholms del var koloniträdgårdar i Köpenhamn förebilden. Kolonirörelsen har gått igenom flera förändringar: från att bidra till folkhälsan och genom nyttoodling trygga livsmedelsförsörjning i kristider till att vara rekreationsplats för stressade storstadsbor.
Trots att en del koloniträdgårdar försvann och andra hotades av rivning har under hela 1900-talet ständigt nya kolonilotter tillkommit. Idag (2010) finns i Stockholmstrakten drygt 10 000 kolonilotter fördelade på cirka 150 områden. Det största av dem är Skarpnäcks koloniområde i södra Stockholm med 554 lotter. Den nyaste anläggningen är Årstafältets koloniområde som invigdes i september 2003.

## Pionjärerna
| Anna Lindhagen och Anna Åbergsson. |  | Anna Lindhagen och Anna Åbergsson. |
| Anna Lindhagen och Anna Åbergsson. |  |                                    |

Till pionjärerna inom den svenska koloniträdgårdsrörelsen räknas den socialdemokratiska politikern Anna Lindhagen och hennes väninna Anna Åbergsson. Utöver koloniträdgårdar hade Åbergsson och Lindhagen en del gemensamt; båda kom från välbärgade hem, hade ett stort socialt intresse, var aktiva inom kvinnosaksrörelsen och var ogifta. 
År 1906 bildades på Anna Lindhagens initiativ Föreningen koloniträdgårdar i Stockholm (föregångaren till dagens Föreningen Stor-Stockholms Koloniträdgårdar, FSSK), där Anna Lindhagen blev föreståndare och Anna Åbergsson kassör. När Stockholms stad övertog verksamheten 1921 blev Åbergsson föreståndare i föreningen och efterträdde därmed Anna Lindhagen. I koloniområdet Eriksdalslunden i Stockholm har de var sin väg uppkallade efter sig.

## Historik

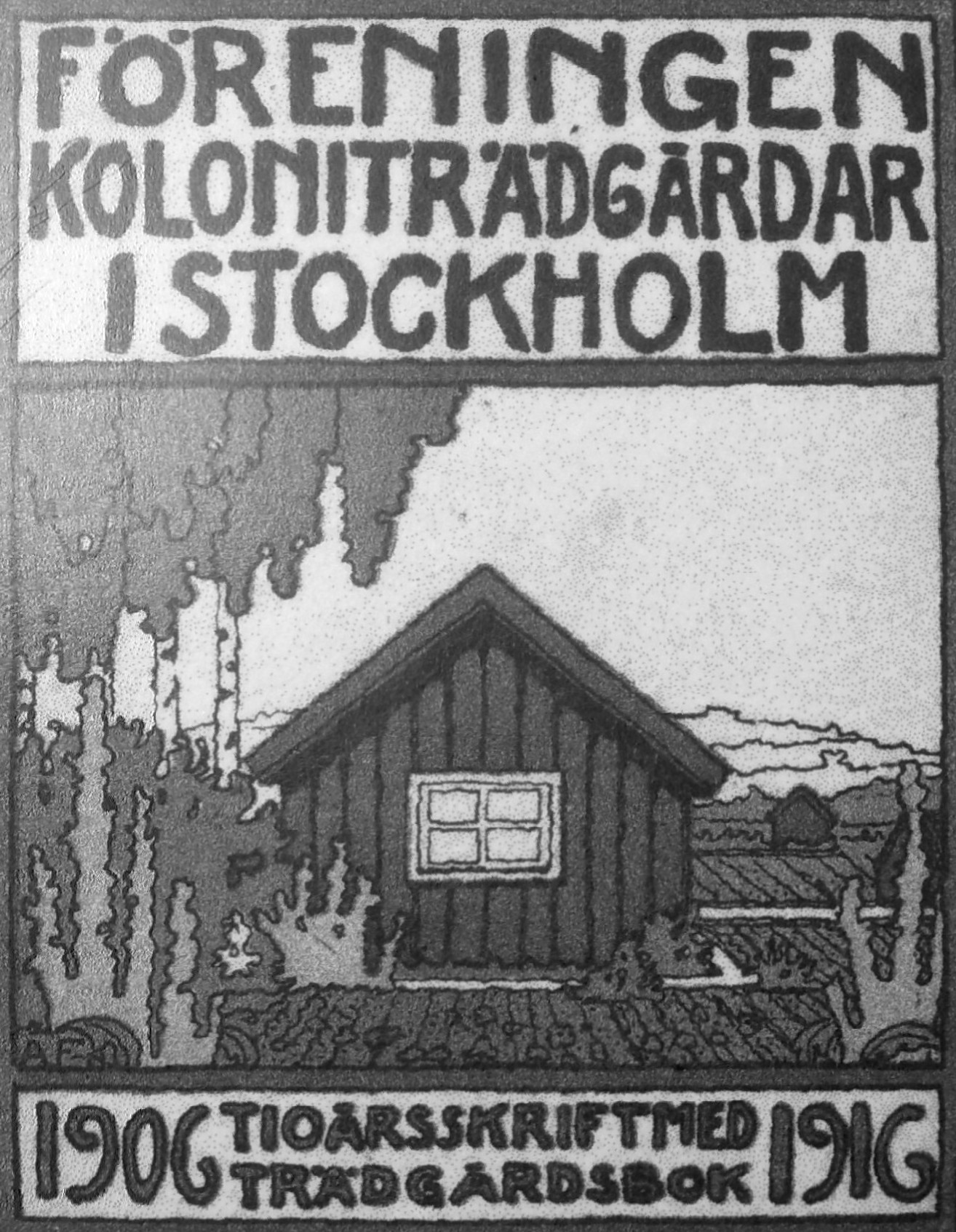
Föreningen Koloniträdgårdar i Stockholm, tioårsskrift 1906–1916.

Under 1800-talets senare del ökade Stockholms befolkningstal mycket kraftigt. Anledningen var den industriella revolutionen med en omfattande inflyttning till Sveriges större städer. I europeiska storstäder fanns samma fenomen och där föddes tankar om att den trångbodda befolkningen skulle ha möjlighet att komma ut “till friska luften”, antingen i av staden anlagda parker eller i nya bostadsområden utanför städerna bestående av småhus, de så kallade trädgårdsstäderna. I Stockholm anlades vid denna tid ett antal parker (se Stockholms parker), och staden genomförde en omfattande satsning på vatten och avlopp men hade vid sekelskiftet 1900 ännu inte löst alla problem rörande hygien, renhållning och goda bostäder.
Det fanns ytterligare en idé att ge människor med mindre ekonomisk bärkraft en möjlighet att kunna lämna stenstaden efter dagens arbete. Dessa nya strömningar kom främst från Tyskland, där läkaren Daniel Gottlob Moritz Schreber från Leipzig redan på 1830-talet propagerade för att fattiga barnfamiljer skulle få möjlighet att komma ut i friska luften efter dagens arbete. Tanken var att ge storstadsbon en möjlighet att komma till sin egen lilla trädgård för att kunna odla frukt och grönsaker och på så vis förbättra hälsan och hålla nere livsmedelskostnaderna. Staten skulle tillhandahålla mark för koloniområden som kolonisterna kunde arrendera.

## Koloniträdgårdarnas uppkomst i Stockholm
Avgörande för introduktionen av koloniträdgårdar i Stockholm var som tidigare nämnts Anna Lindhagen. Under ett besök i Köpenhamn 1903 fick hon se några danska koloniträdgårdar, bland annat Frem (Framåt) i Köpenhamn. Mötet gjorde stort intryck på henne: "Det var ju storstadsmänniskor som gingo omkring och ansade och skötte om sina små jordområden. Det var som om man varit på riktiga landet, där var och en har sin lilla bit att se till." På hennes fråga "vad är det här?" fick hon svaret "...det er kolonihaver". 
Åter i Stockholm upptäckte Lindhagen att det redan fanns trevande försök med koloniträdgårdar på bland annat Kungsholmen och Södermalm. Där hade några privatpersoner hyrt mindre markbitar för att odla först och främst nyttoväxter som rotfrukter och grönsaker. Idén med koloniträdgårdar hade fått visst fotfäste både i Stockholm samt i Malmö och i Landskrona där det fanns kolonier redan 1895. 
År 1904 lyckades Anna Lindhagen övertyga Kungliga Djurgårdsförvaltningen att koloniträdgårdar skulle prövas på ett mer organiserat sätt i huvudstaden. Hon arrenderade ett stycke mark vid Lilla Värtan på Norra Djurgården och 1905 lät hon där anlägga Stockholms första organiserade koloniträdgård, kallat "Värtans koloniområde". Samma år tillkom "Fredhälls trädgårdskoloni" och "Stadshagen" på Kungsholmen. Inget av de tre områdena existerar längre. 
År 1905 startades Stockholms äldsta fortfarande existerande koloniträdgård på Norra Djurgården, Koloniföreningen Söderbrunn. Året därpå bildades Barnängens koloniträdgårdsförening och Eriksdalslunden, båda på Södermalm, och bägge två finns fortfarande kvar, Barnängen dock i starkt förminskad form. Dessa första områden i Stockholm, som hade omkring 600 lotter, hade samtliga Köpenhamns Frem som förebild.

## Historiska bilder

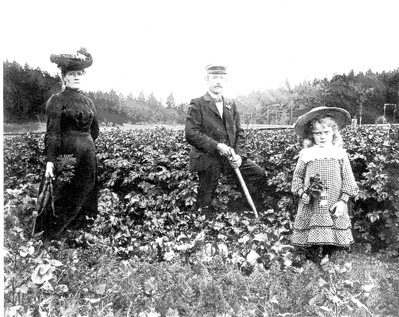
Söderbrunn 1910.
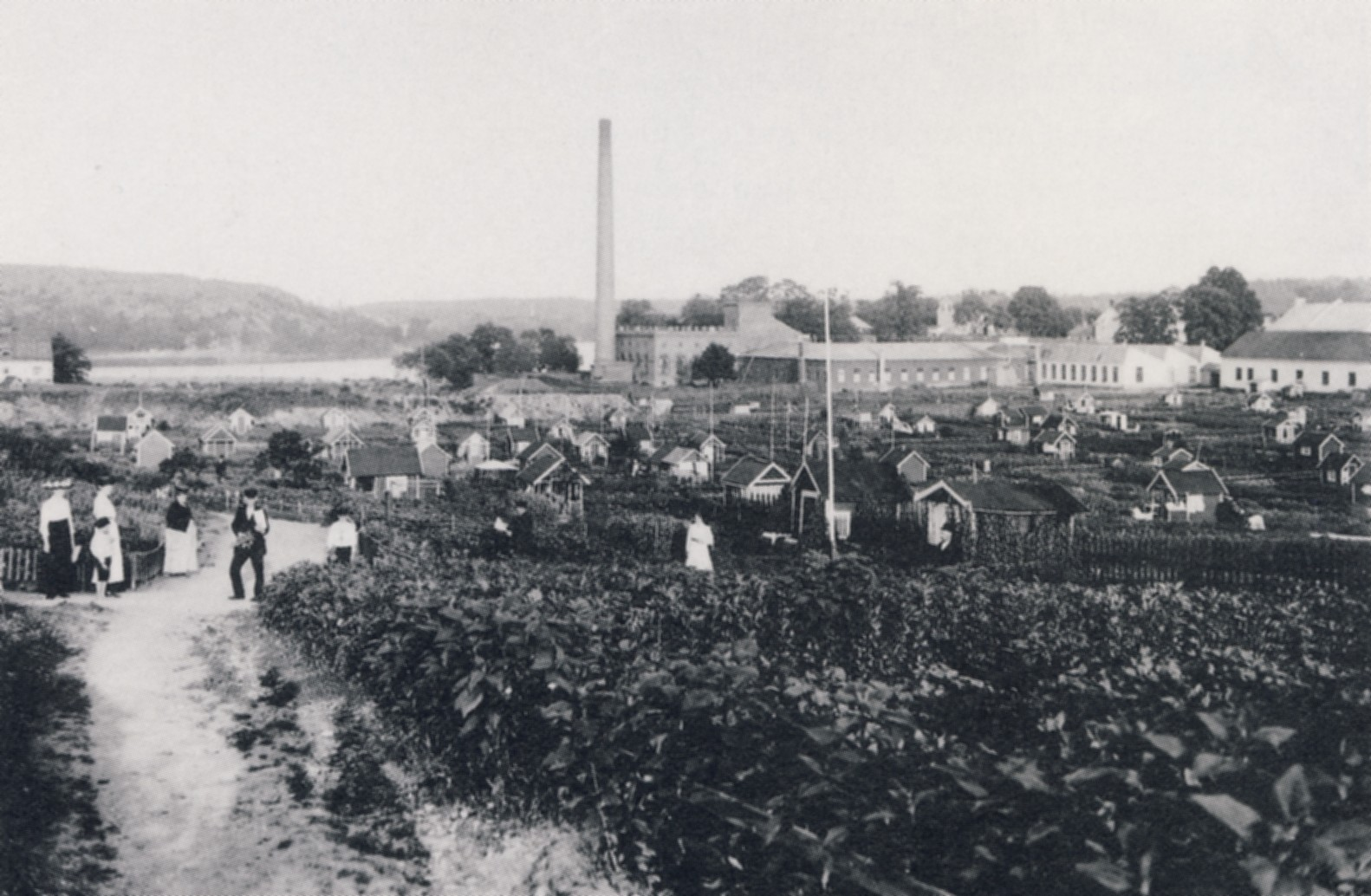
Barnängens koloniträdgård 1915.
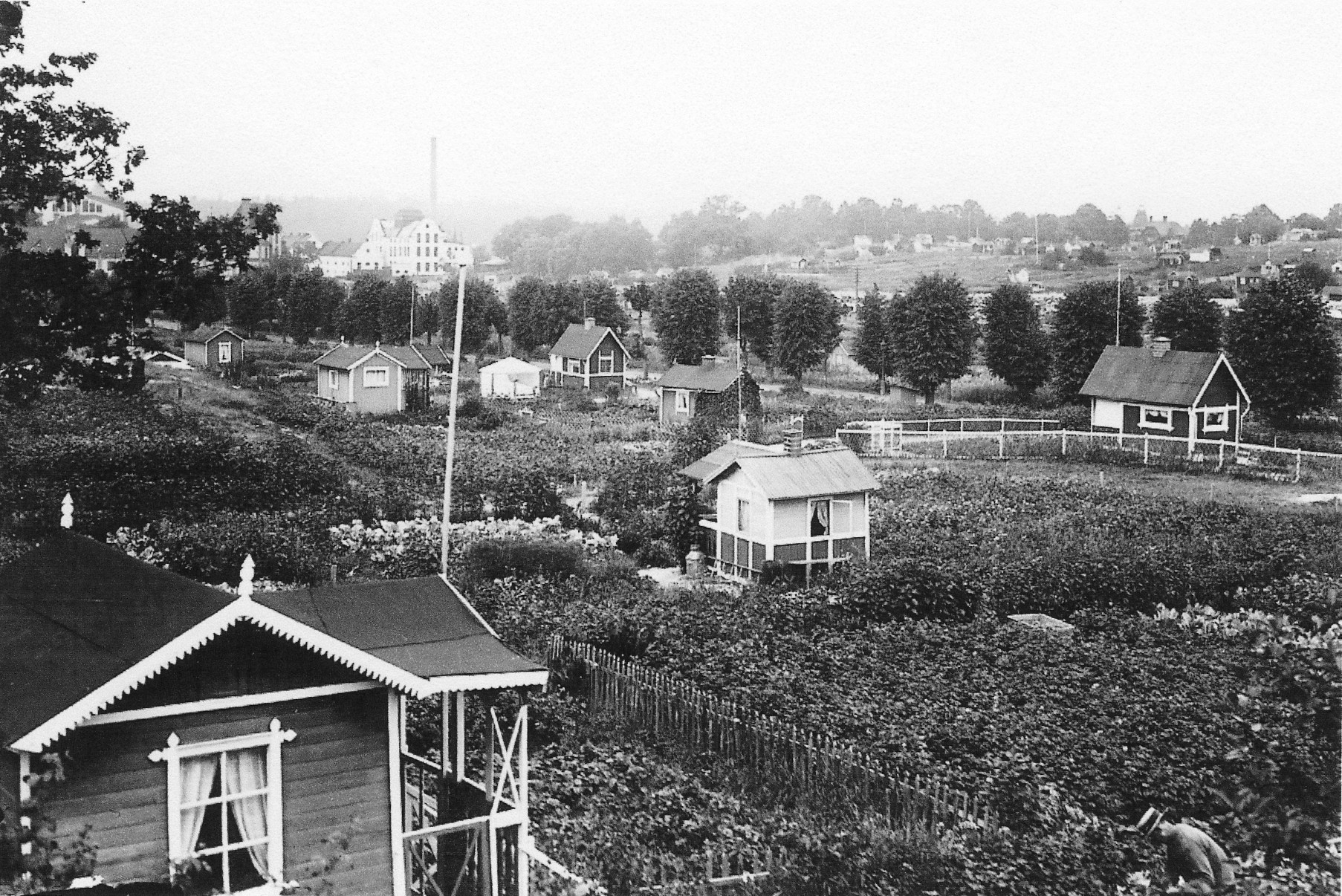
Stora Hornsbergs trädgårdskoloni 1915.
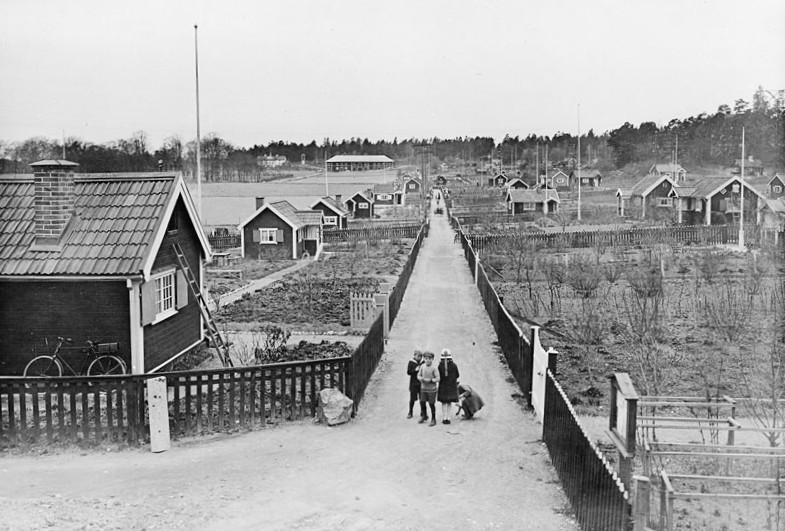
Bergshamra koloniområde 1922.
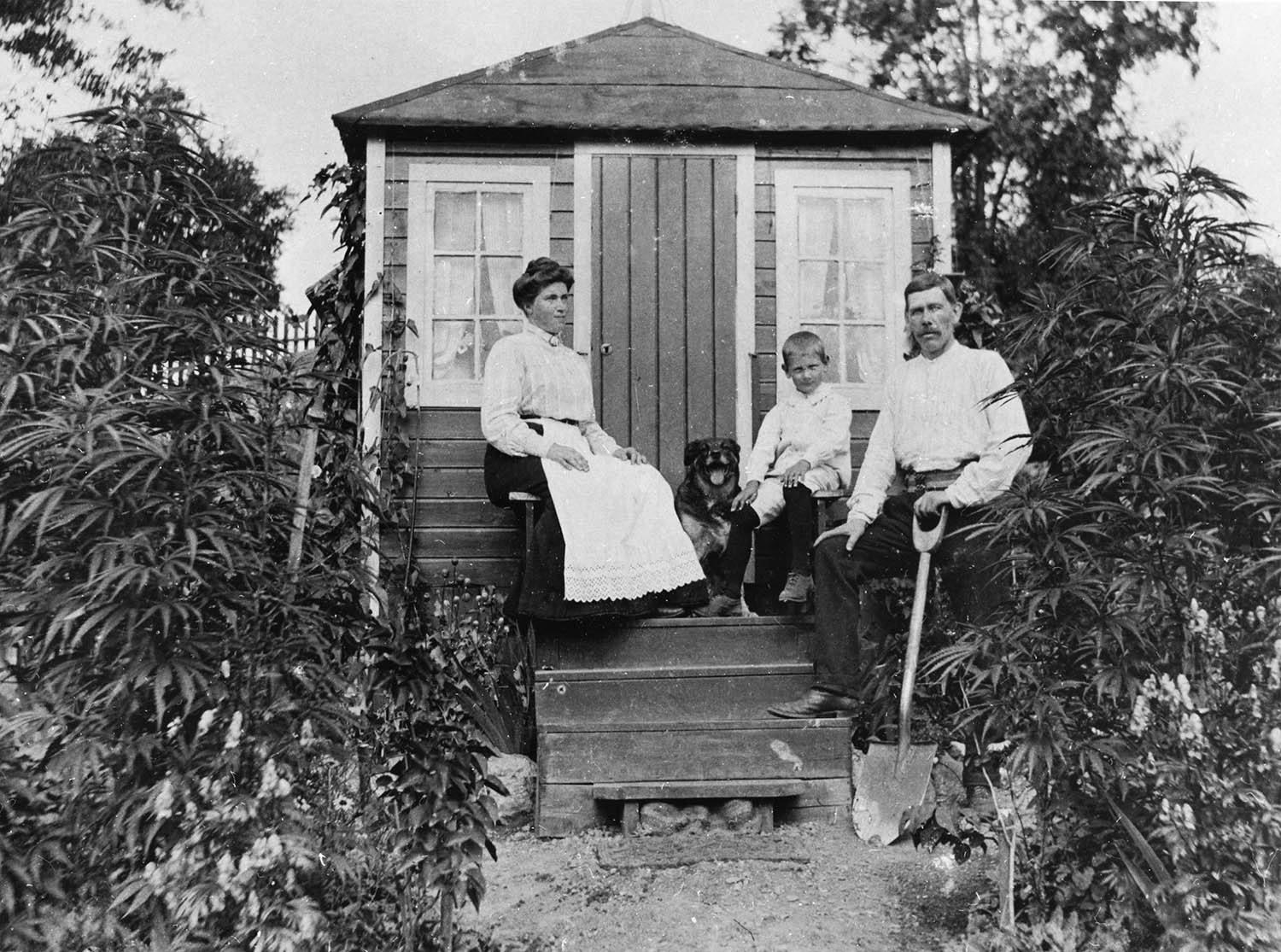
Eriksdalslunden tidigt 1900-tal

## Kolonisternas organisation
Koloniträdgårdsrörelsen var hårt reglerad. Ett kontrakt upprättades mellan föreningen och lottinnehavaren. Det fanns (och finns) alltid en styrelse som höll kontakt med kommunen och som ser till att föreningens stadga följs av alla, annars kunde man bli uppsagd.  Anna Lindhagen hade bestämda åsikter hur lotten skulle se ut, till och med vilka blommor som skulle passa bäst. De manliga kolonisterna tyckte inte om att låta sig styras av ett "fruntimmer", som de uttryckte saken.

## Geografisk placering och planering

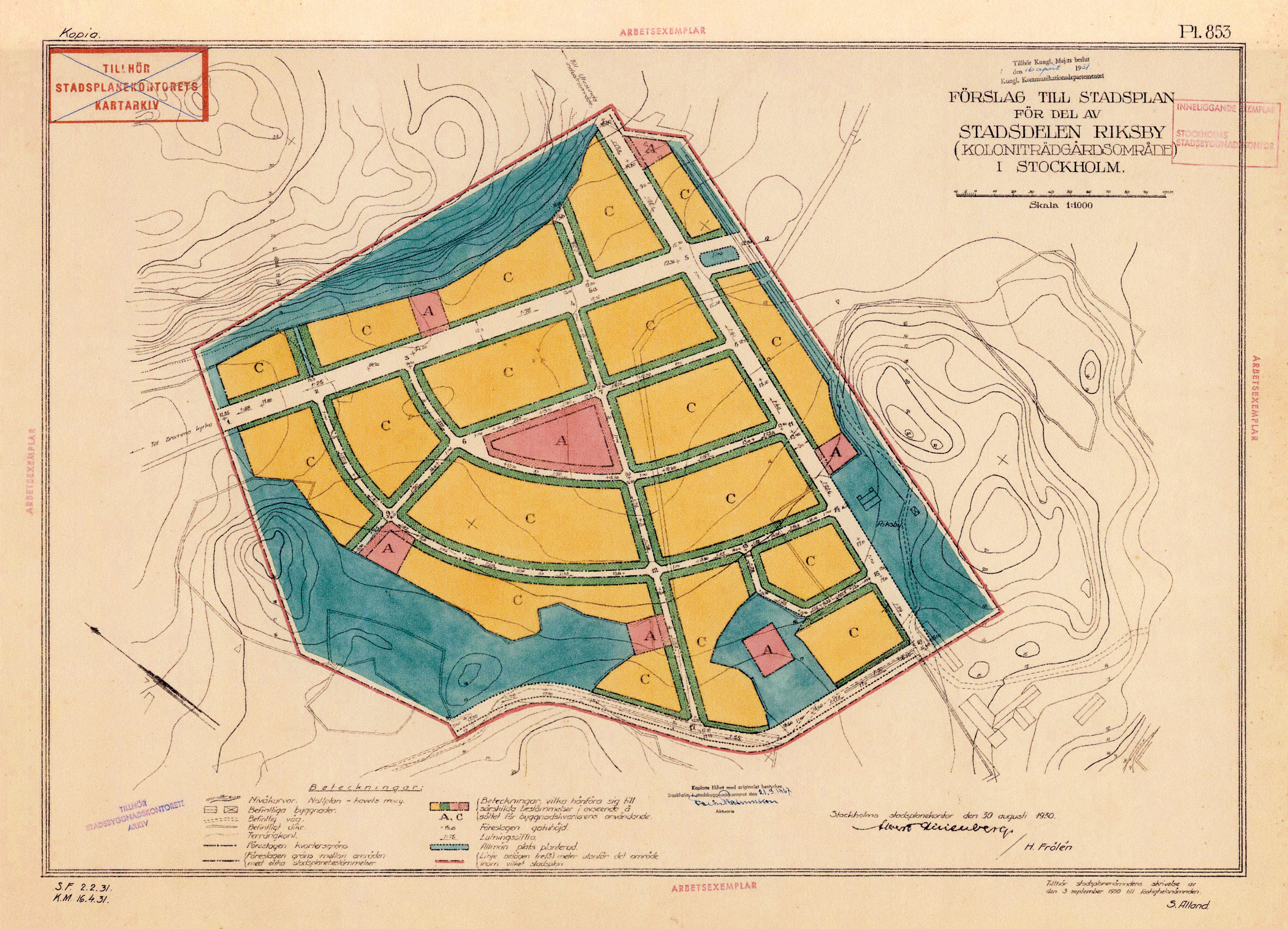
Stadsplanen för Riksby koloniträdgårdsområde, 30 augusti 1930

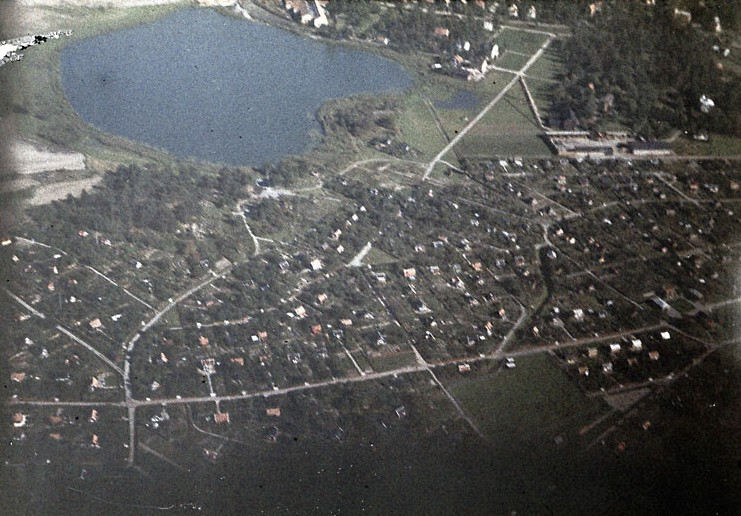
Lillsjönäs koloniområde 1920–1935.

Stockholms nya koloniområden anlades i regel i gränstrakten mellan stad och land.  Marken arrenderades ut av Stockholms stad och arrendetiderna var till en början korta. Det gjorde att kolonisterna levde med en ständig rädsla att bli uppsagda, när stadens politiker tyckte att marken kunde behövas för nya byggnader eller vägar. Arrendekostnaden sattes lågt, så att koloniområdena kunde utnyttjas av alla. 1907 var arrendeavgiften 5 öre per kvadratmeter och år; för en normalstor lott om 200 m² betydde det tio kronor om året. En genomsnittlig manlig industriarbetarårslön låg 1907 på 1 077 kr.
Förslag om att staden skulle bidra med medel till områdens ordnande avslogs dock. Anna Lindhagen ville även lägga koloniträdgårdarna i stadsplanen, men för det fick hon inget gehör.
Koloniområdena detaljplanerades i förväg, eftersom man ville undvika vildvuxen kåkstads-karaktär. De små husen ställdes oftast på rad i små kvarter och områdena innehöll lotter med storlek mellan 200 och 350 kvadratmeter. Ibland fanns även en allmän samlingsplats, där fester kunde arrangeras. Området var vanligtvis inhägnat med spjälstaket.
Koloniträdgårdarna blev snabbt mycket populära i Stockholm. Nya områden anlades utanför tullarna och de nyinrättade spårvägarna underlättade resan till lotten. Exempelvis Koloniföreningen Dalen anlades 1911 och tillkom efter invigningen av spårvägen till Enskede (nuvarande Enskededalen) 1909, och Stora Mossens kolonitädgårdar startade 1915 efter att spårvägslinjen till Bromma hade öppnads 1914.
Fram till 1915 tillkom ett tiotal nya koloniområden. Därefter ökade antalet kraftigt, vilket bland annat berodde på första världskriget och den stora matbrist som följde i dess spår. Längs Årstavikens båda sidor anlades nya koloniområden som Eriksdalslunden (1906), Dianelunds koloniträdgårdsförening (1917), Koloniföreningen Stugan (1917) och flera stycken i Tantolunden (1920-tal). Så blev självodling av nyttoväxter på den egna lotten ett viktigt bidrag till medborgarnas försörjning av livsmedel. För att lindra livsmedelsbristen under första världskrigets nödår upplät Stockholms Stad Tantoområdet till enskilda odlare. Många av dem arbetade vid sockerbruket i grannskapet.

## Lusthuset på lotten

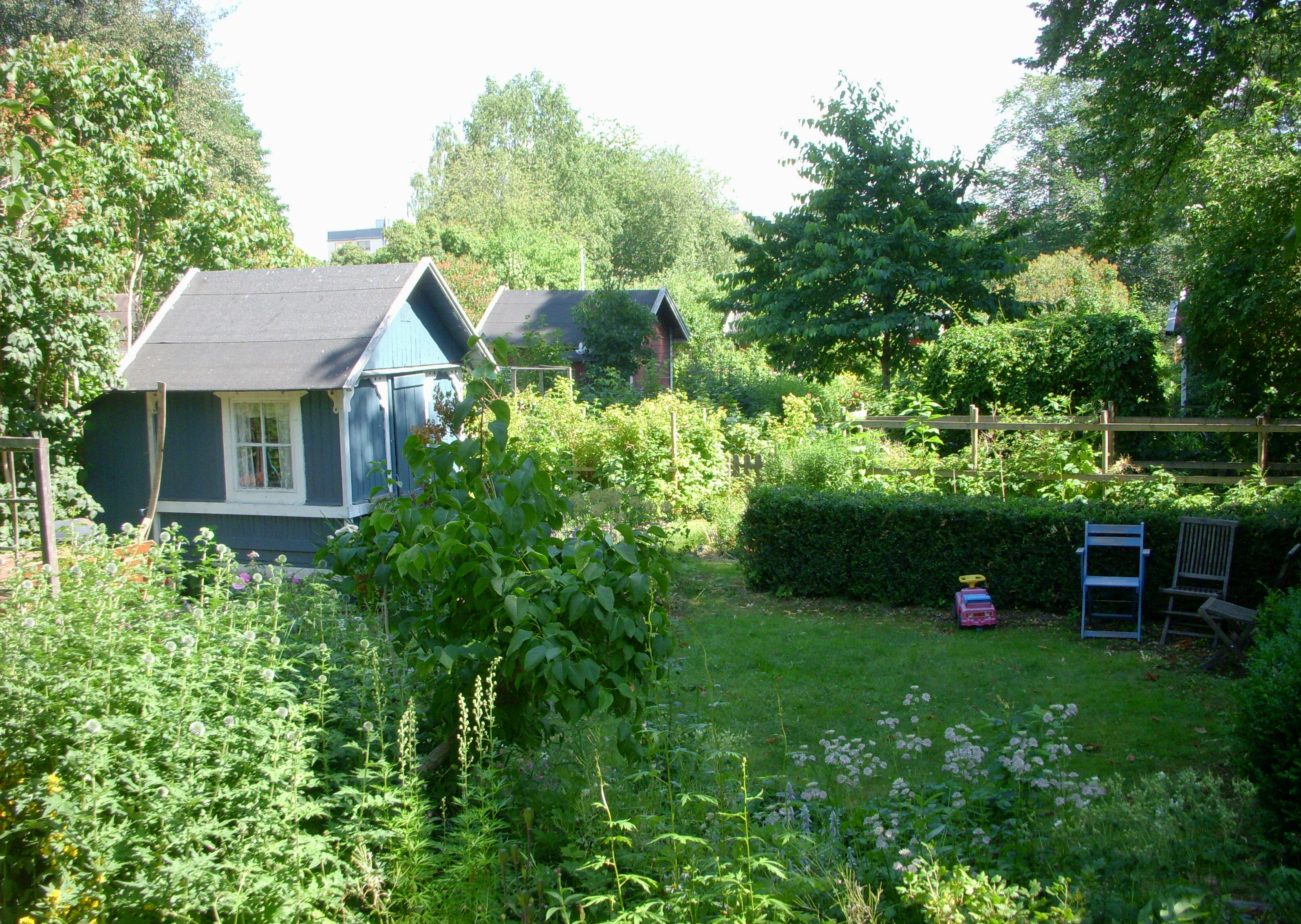
Ett av Ragnar Östbergs "lusthus" på Barnängens koloniträdgård, 2010.

Redan från början stod det klart att kolonilotten skulle kunna bebyggas med det man då kallade lusthus (sedermera  kolonistuga). Anna Lindhagen menade att kolonilotten med lusthus kunde bli en ersättning för det lantställe som mindre bemedlade inte hade råd med. Här kunde stadsborna vistas i en hälsosam miljö och samtidigt få tillgång till god och nyttig mat. Hon tyckte att det var viktigt att kolonilotten inte enbart blev en nyttoträdgård utan den skulle även vara en lustfylld plats för rekreation.
Föreningen koloniträdgårdar i Stockholm tillhandahöll typritningar för dessa små lusthus som hade upprättats av dåtidens främsta arkitekter, bland dem Ragnar Östberg och Lars Israel Wahlman. Wahlman engagerade sig särskilt i anläggandet av trädgårdar både för privatpersoner och för offentliga byggen. Han gjorde åtminstone fyra olika förslag till lusthus. Det skulle vara enkla, oisolerade konstruktioner där ytterväggarna kunde tjänstgöra som spaljé för klätterväxter. 
Östbergs lusthus var något kraftigare och liknade dåtidens villabyggnad i miniatyr. Även Anna Lindhagen och Anna Åbergsson gjorde ett par ritningsförslag. Föreningen rekommenderade att husen helst borde uppföras av ohyvlade brädor och målas i rött, vitt, gult, mörkgrönt eller behandlas med trätjära. Kolonistugan bestod i regel av ett rum och en liten veranda. I huset kunde det finnas en vedspis eller fotogenkamin för uppvärmning. Man fick övernatta i sin stuga från maj till oktober, då fanns även sommarvatten. Att bo året runt var inte tillåtet.
Till en början fick inga lusthus uppföras på Söderbrunn och Värtan, här fanns gemensamma redskapsbodar och regnskydd. På Barnängens koloniträdgårdsförening på Södermalm (bildad 1906) byggde man lusthus efter Östbergs ritningar, några av dessa hus finns kvar än idag.

## Stockholms koloniträdgårdar under mellankrigstiden

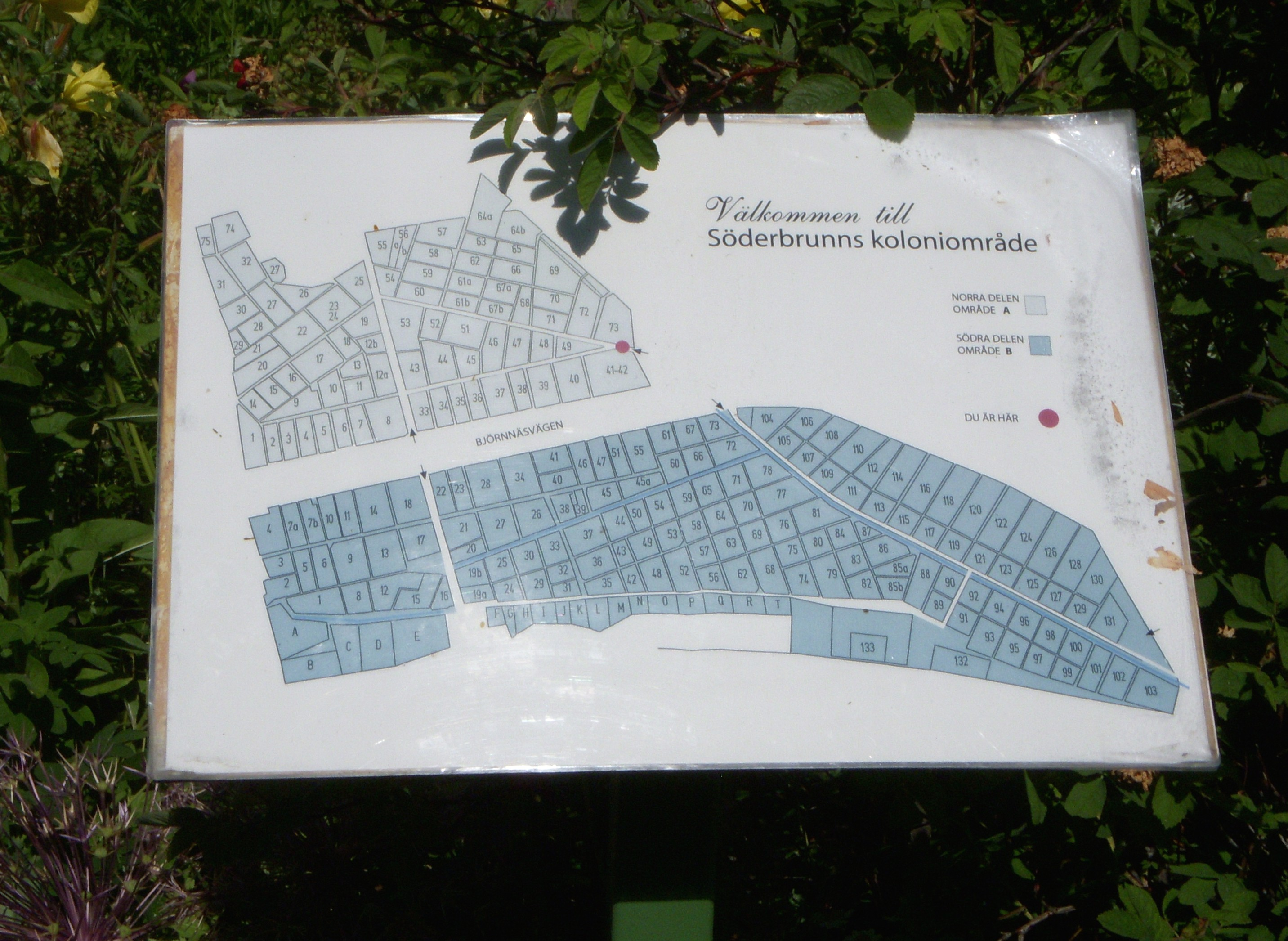
Koloniföreningen Söderbrunn blev större när område A och B slogs ihop 1928.

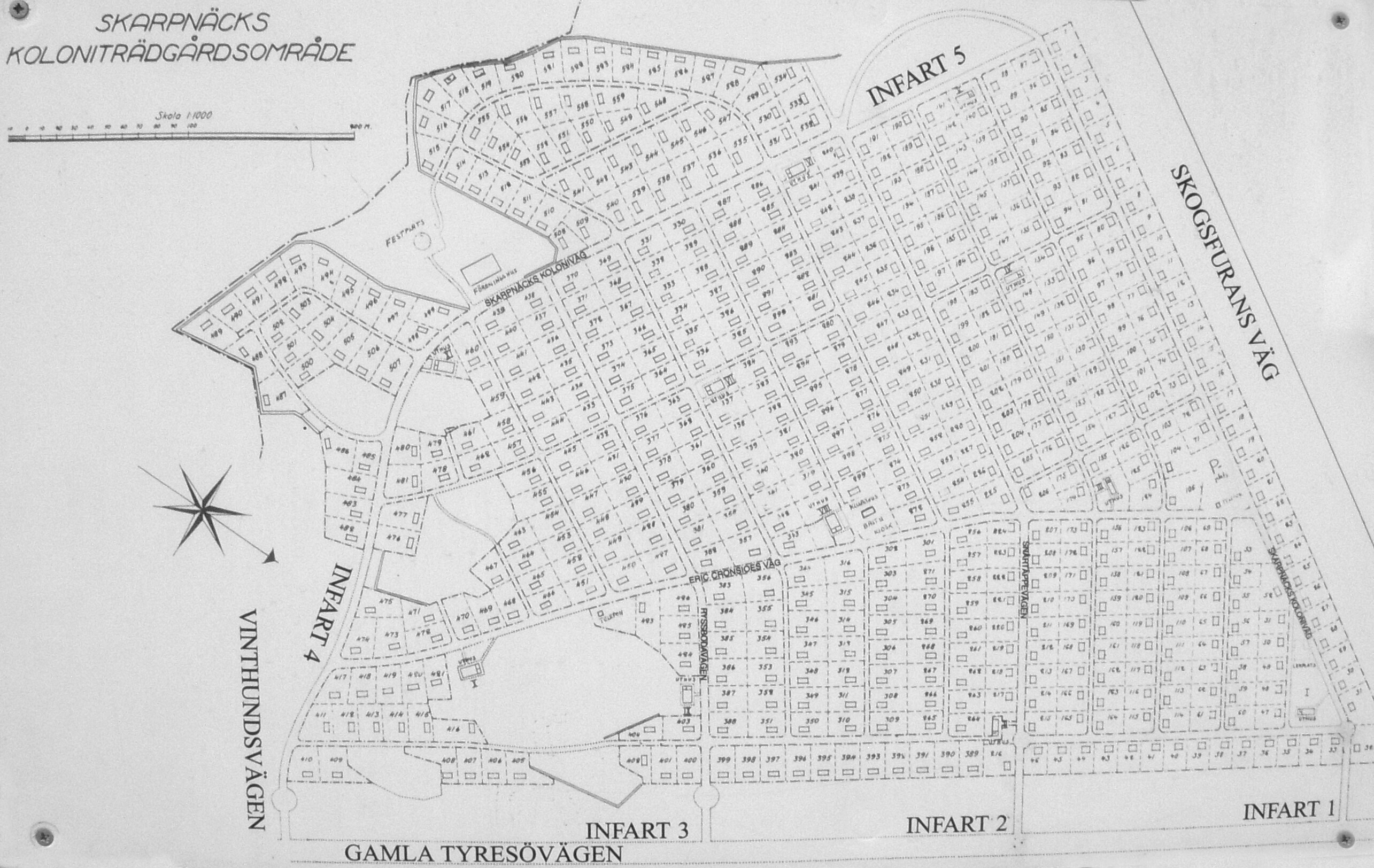
Skarpnäcks koloniområde anlades i tre etapper åren 1936, 1939 och 1941.

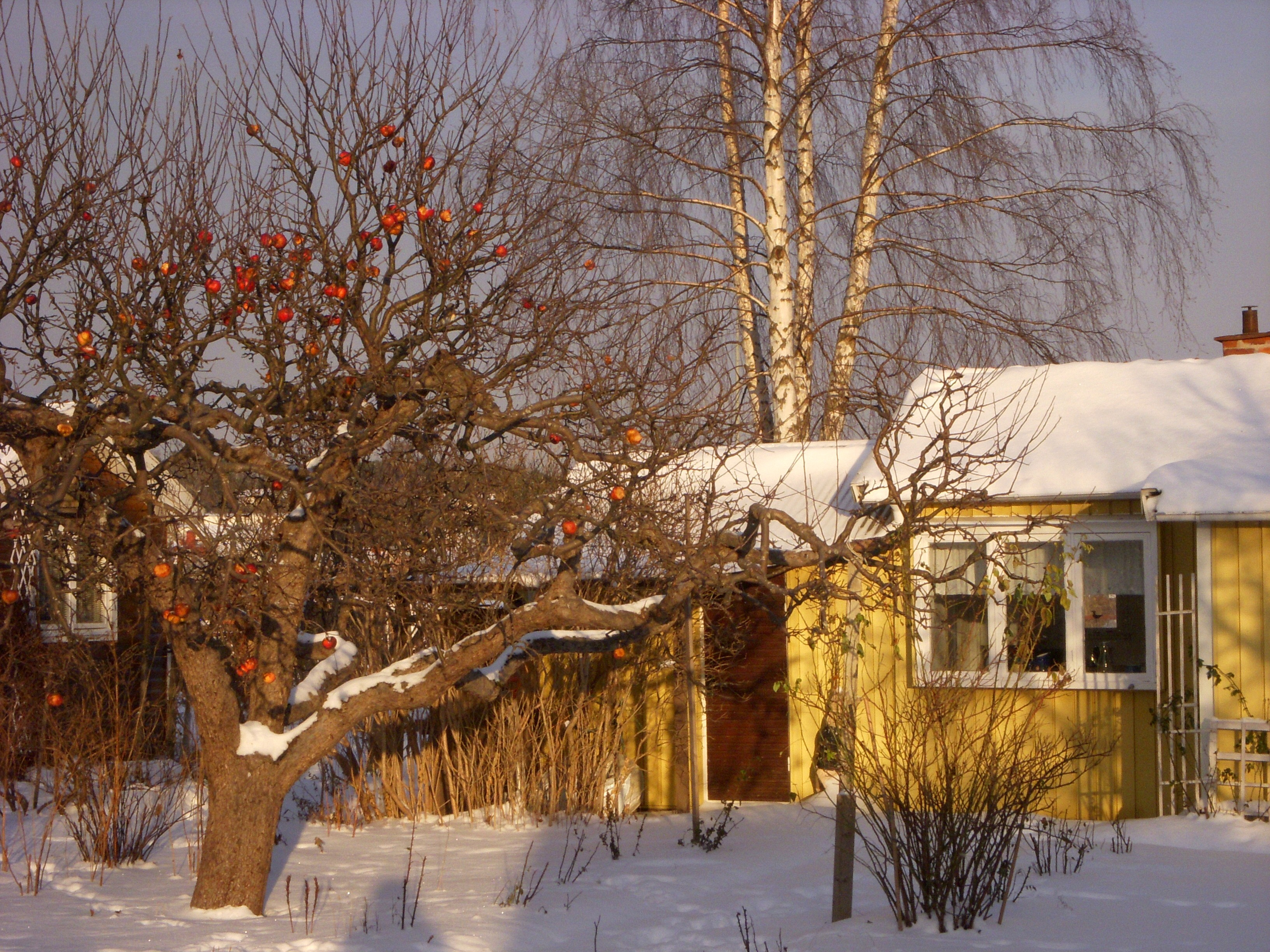
Skarpnäcks koloniområde är med 544 lotter Stockholms största förening.

Tiden fram till 1920-talet kan ses som en etableringsperiod i Stockholm. 1921 tog Stockholms stad över ansvaret för koloniområdena från Föreningen Koloniträdgårdar i Stockholm.  Koloniområden anlades inte bara av Föreningen Koloniträdgårdar i Stockholm utan även genom kommunalt eller kooperativt initiativ. År 1924 lämnade stockholmskolonisterna den landsomfattande föreningen Sveriges koloniträdgårdsförbund och bildade Koloniträdgårdsförbundets Stockholmskrets, som nu är Föreningen Stor-Stockholms Koloniträdgårdar (FSSK). Föreningen bytte 2019 namn till Stockholms Koloniträdgårdar.
Under mellankrigstiden gick Stockholms koloniträdgårdsrörelse in i en ny fas. Livsmedelsbristen var inte akut längre och flera koloniområden hotades av rivning. Anledning var även stadens expansion. Under åren 1919–1932 försvann drygt 800 kolonister och ytterligare 3 000 skulle sägas upp. 1939 beslöt Stockholms stadsfullmäktige att koloniområden inte skulle läggas in i stadsplanen och att den längsta tiden för arrende skulle vara 25 år.
Lillsjönäs koloniområde vid södra sidan av Lillsjön, Bromma är en liten rest av Iris koloniområde (föreningen bildades år 1917), som sträckte sig från Lillsjönäs upp mot Abrahamsberg och bort mot Riksby.  Området bebyggdes med nya bostäder på 1930-talet. Idag finns bara 61 lotter kvar. Ett annat exempel är Björkens koloniområde i Hammarbyhöjden, bildat 1922 med 97 lotter och rivet omkring 1940 för att ge plats åt bostäder och SL:s vagnhall. På 1930-talet hotades även Tantolundens koloniträdgårdar av rivning i samband med bygget av Södersjukhuset.
Skepsis och kritik mot kolonirörelsen kom från oväntat håll, nämligen funktionalismens anhängare. Arkitekt Uno Åhrén, en av funktionalismens skarpaste ideologer menade i en skrift från 1939 att kolonier var oprofessionella och otidsenliga. Folk byggde själva amatörmässiga hus istället för att anlita fackfolk och den egna täppan hade bara till syfte att betona egoismen. Istället borde man avskaffa den enskilda trädgården och skapa parker där alla hade tillträde, menade han.
Men det fanns även starka anhängare av koloniidén. Carl Lindhagen, borgmästare i Stockholm 1903–1930, och bror till Anna Lindhagen, lade flera motioner som skulle stärka koloniområdens betydelse i ett större samhällsperspektiv. Anna Åbergsson, föreståndare i Föreningen koloniträdgårdar i Stockholm 1921–1932, menade i flera skrifter att kolonirörelsen ökade sundhet, gav friskare människor och på det viset bidrog till att sänka statens utgifter för sjukvård.
Det skapades även nya områden som Riksby koloniträdgårdsområde i Bromma (startad 1930), Iris Riksby och Iris Glia tillkom 1939, som numera tillsammans med Iris Lillsjön är förenade under Iris Koloniträdgårdsförening. Åren 1939–1940 anlades Koloniträdgårdsföreningen Linnéa (även kallad Kortenslund efter ett soldattorp) som är ett koloniträdgårdsområde med en stor mängd äldre stugor som flyttats dit.
I motsats till intilliggande Iris Glia, Iris Riksby och Kortenslund är området för Riksby koloniträdgårdsområde stadsplanerat. Det är därmed en av få koloniträdgårdar i Stockholm som är planerade av stadsbyggnadskontorets arkitekter och fastställd i en stadsplan med officiella kvarter och vägar.
Några områden ökade även i omfattning, exempelvis Söderbrunn på Norra Djurgården när man 1928 slog ihop områdets norra del med den södra delen som bestod av olika föreningar.
Skarpnäcks koloniområde anlades i tre etapper åren 1936, 1939 och 1941 som ett så kallat ersättningsområde för några av det tiotal koloniområden i Stockholm Söderort som revs under 1920- och 1930-talen: Skärmarbrink, Björken och delar av Dalen i Enskede samt Nedre Valla och Övre Valla i Årsta. Områdets första kolonister anlände i maj 1936 och i slutet av samma år hade cirka 200 lotter tagits i bruk. Idag (2010) är Skarpnäcks koloniområde med 544 lotter Stockholms största.
Med utbrottet av andra världskriget 1939 fick koloniträdgårdsrörelsen ett nytt uppsving och fungerade på samma sätt som under första världskriget genom att bli en viktig del i försörjningen av stockholmare med potatis, grönsaker och frukt. Under bostadsbristens tider tjänade kolonistugan även som tillfällig bostad.

## Utveckling efter 1945
Efter andra världskriget höjdes levnadsstandarden successivt och nya bostadsområden med hög standard växte fram. Bilismens ökning och längre semester bidrog till att människor kunde skaffa fritidshus långt bort från storstaden. Många trodde att kolonirörelsen snart skulle bli onödig och Stockholms politiker ansåg att kolonierna hade spelat ut sin roll.
Koloniträdgårdarnas anhängare försökte argumentera på ett nytt sätt och framhävde kolonin som viktigt fritidsintresse och som ett andningshål i kanten av den sterila, moderna "betongstaden". Från 1960-talet kom kolonierna att drivas av den yngre generationen som uppskattade närheten till staden och möjligheten att arbeta med händerna, bygga och odla samt umgås med likasinnade grannar. Samtidigt höjdes kolonistugans standard då man ville ha lika bekvämt som hemma i bostaden. De små lusthusen om 10 m² blev i vissa fall till fritidshus om 40–50 m² med el, telefon och rinnande vatten och lottens potatisland förvandlades till blomrabatter.
Fram till 1960-talet var kolonisternas kontrakt korta eller obefintliga. Vändningen kom i samband med rivningen av stora delar av Dalens koloniträdgårdar. Det var planerna på 1960-talet att uppföra ett stort sjukhus i nuvarande Dalen i stadsdelen Gamla Enskede som var anledningen till att man ville riva merparten av koloniföreningens lotter och stugor. Rivningen och hela hanteringen från stadens sida vållade enorma protester bland Stockholms kolonister. Efter ett stormöte med Stockholms kolonister 1966 på Medborgarhuset genomförde myndigheterna eftergifter. 1969 beslöts att de gamla koloniområdena i Stockholm skulle upprustas och bevaras samt markeras i stadsplanen som parkområde.

### Idag

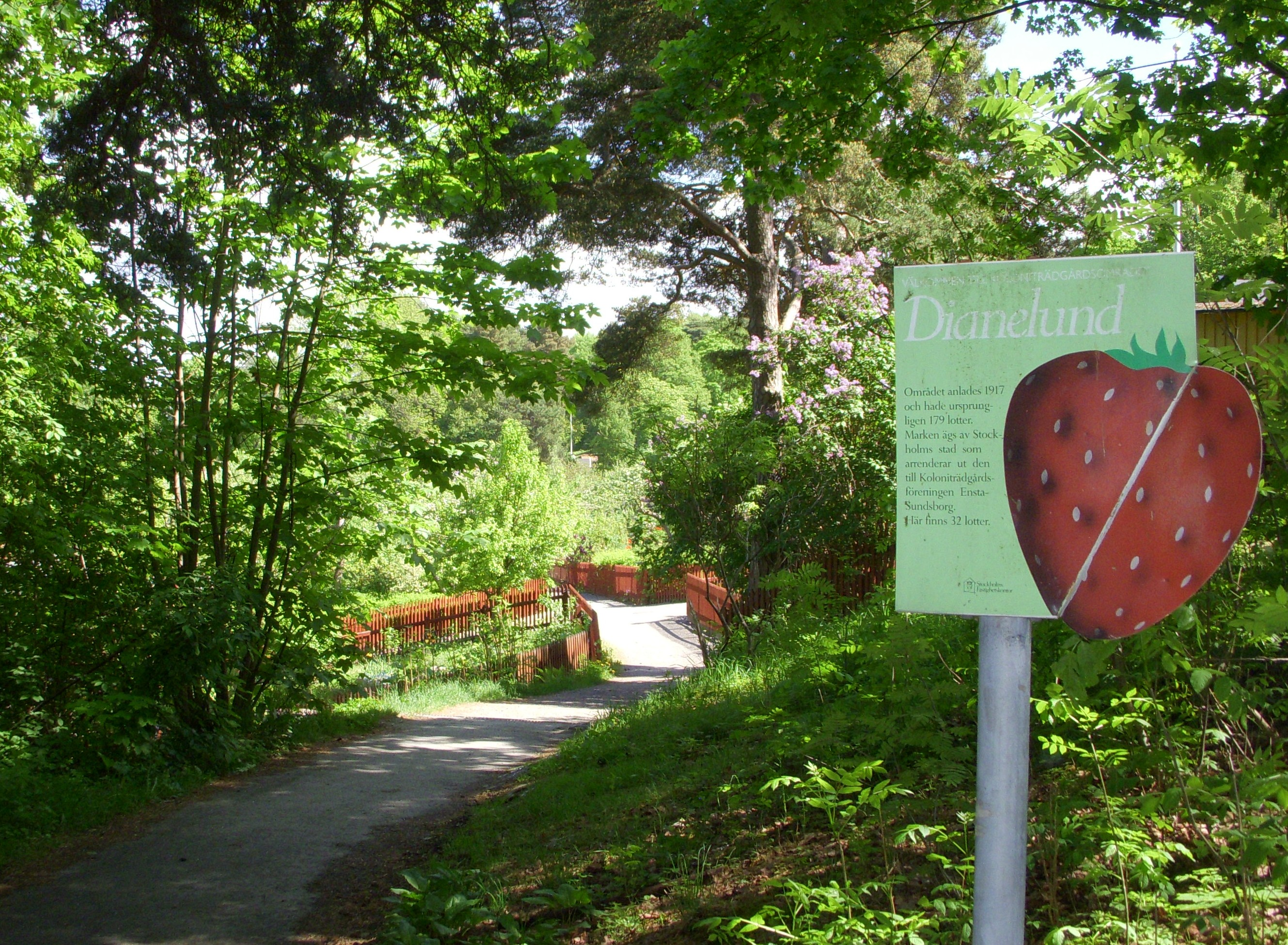
En av Fastighetskontorets "jordgubbs-skyltar" vid Dianelund.

Numera planeras inte några rivningar av koloniträdgårdar i Stockholm. Stockholms fastighetskontor upplyser med enhetliga skyltar om koloniens historik. Idag (2010) finns i Stockholmstrakten drygt 10 000 kolonilotter fördelade på cirka 150 områden. Störst är Stocholms Koloniträdgårdar med 79 medlemsföreningar och cirka 7 600 medlemmar inom Stockholms Stads markområden. Största enskilda koloniområde är Skarpnäcks koloniträdgårdsområde i södra Stockholm med 554 lotter.
Vintervikens kolonilottsområde bildat 1975 visar att det finns stort söktryck för att odla en kolonilott. Till deras 81 odlingslotter, där inte ens stugor får uppföras, står för närvarande (2010) knappt 150 odlingsintresserade personer i kö och väntetiden är minst 6–7 år.
Många invandrare deltar i koloniodlingen, som ett exempel från miljonprogrammets Hjulsta kan illustrera. Där anlades 1973 Hjulsta koloniträdgård med 242 odlingslotter. Enligt en undersökning som genomfördes i början av 1990-talet innehades 25 procent av lotterna av svenska medborgare, 25 procent kom från Finland, 25 procent kom från Turkiet, Libanon och Syrien och resten kom från bland annat Sydamerika och Östeuropa. I Hjulsta trädgårdsförenings styrelse sitter dock huvudsakligen personer med svenskt ursprung. Trots en del stridigheter mellan svenska och invandrade odlare som förekom inledningsvis, accepteras numera ordet "mångkulturell" som beskrivning av verksamheten och föreningen firade 20-årsjubileum som "En mångkulturell odlarförening".
Den nyaste anläggningen är Årstafältets koloniområde som flyttade 2018 till ett annat område på Årstafältet efter att först ha anlagts och invigts i september 2003 i ett annat område på Årstafältet. Två tidstypiska kolonistugor från 1920- respektive 1940-talet med tillhörande täppa, som 1997 flyttades från Tantolunden till Skansen, vittnar om rörelsens plats i Stockholms kulturarv (se Skansens koloniträdgård).

## Nutida bilder

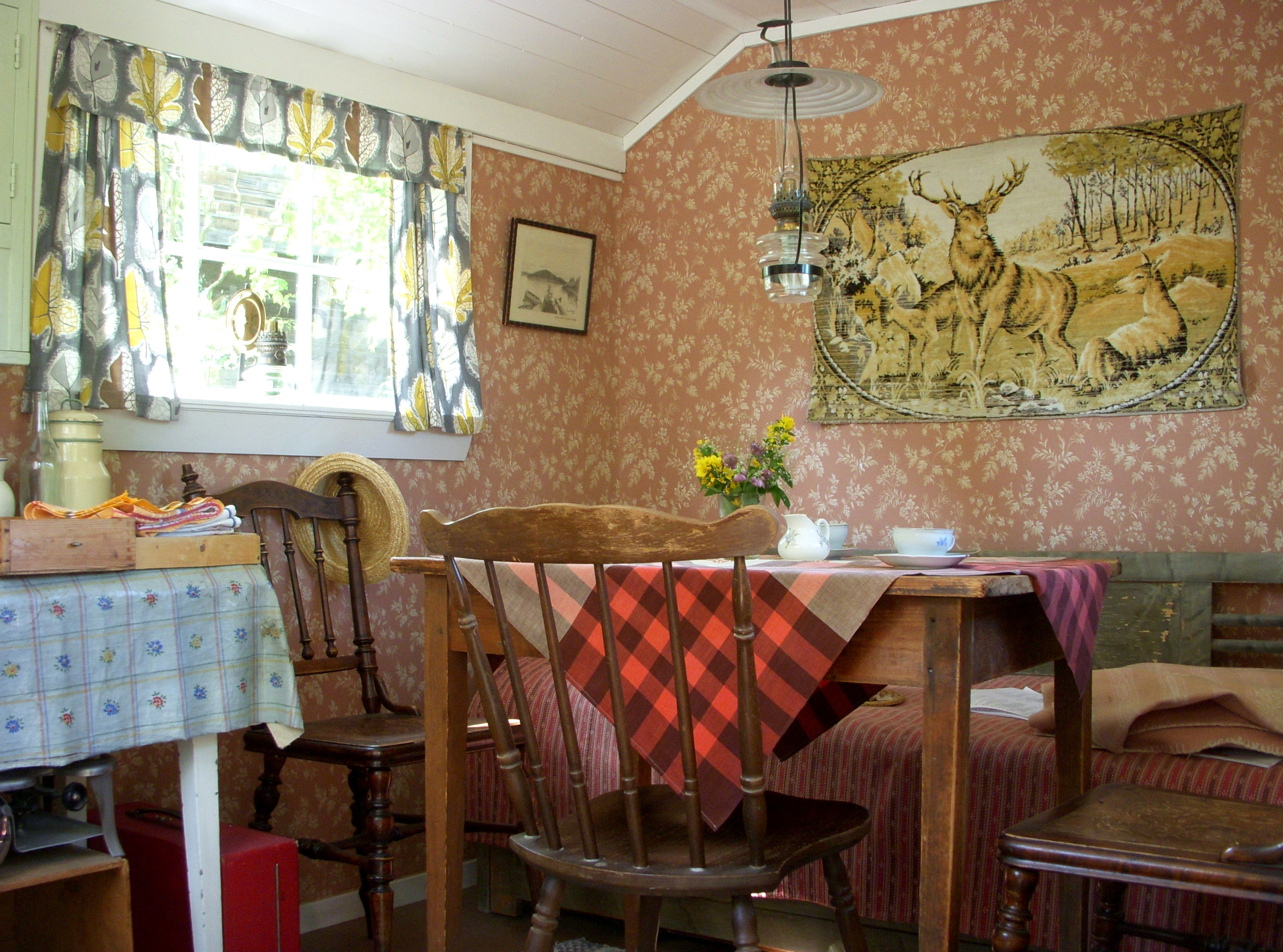
Tidstypisk 1940-talsinredning, här i en av Skansens kolonistugor.
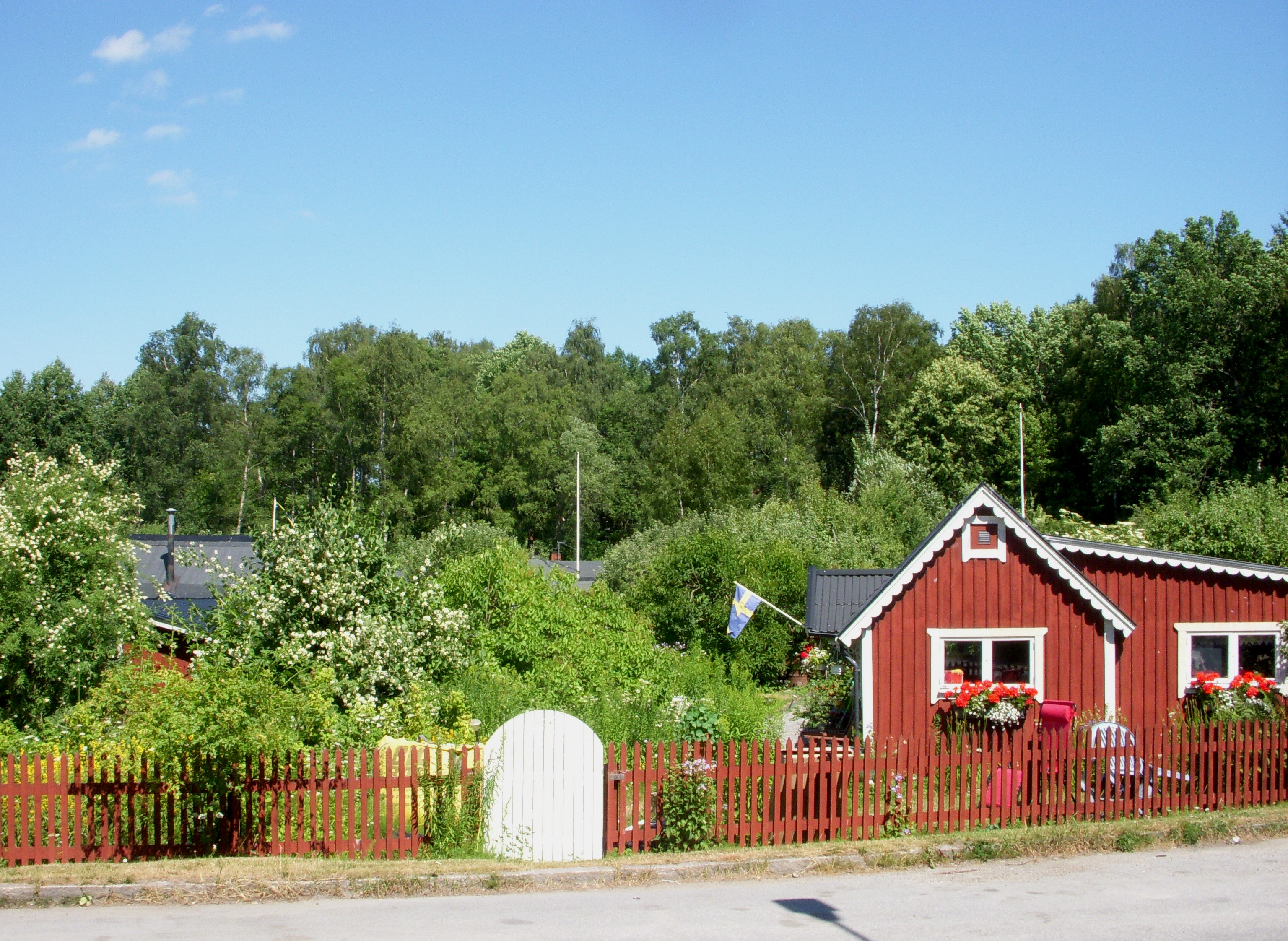
Koloniföreningen Dalens delvisa rivning blev vändpunkten 1966.
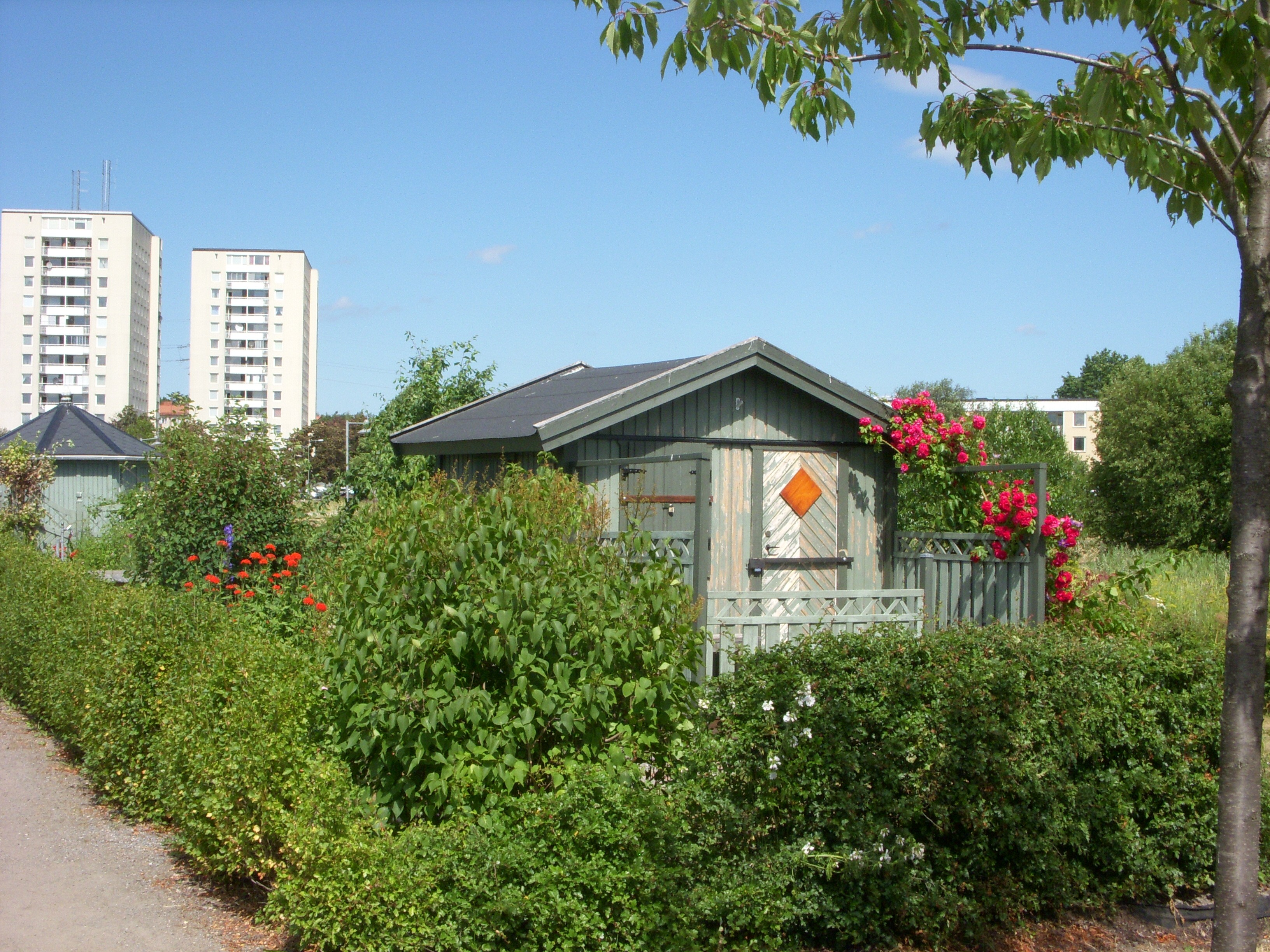
Årstafältets koloniområde är f.n. Stockholms nyaste, Årstas höghus syns i bakgrunden.
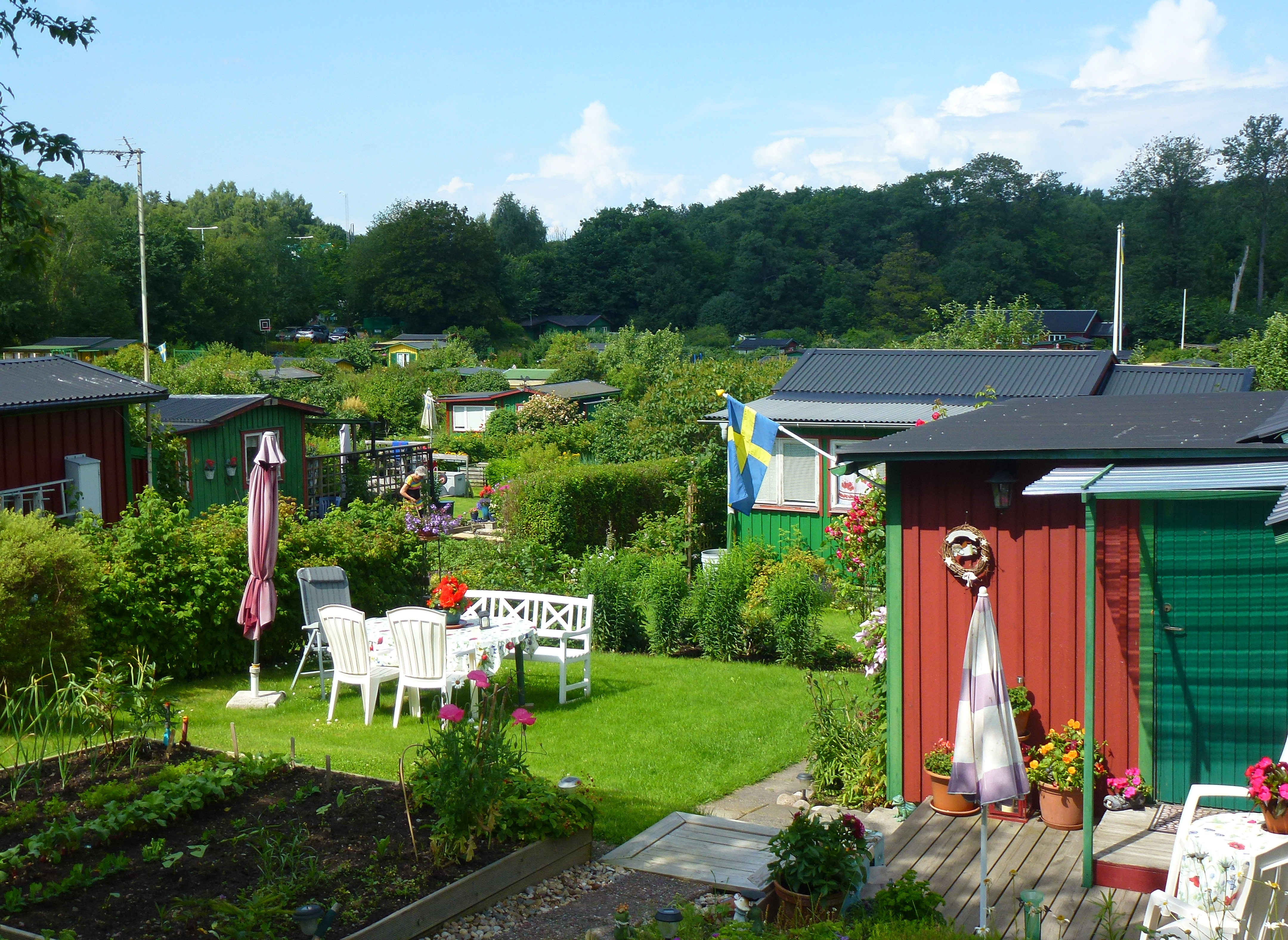
Kvarnvretens koloniområde inrättades 1954 i Ulriksdal.
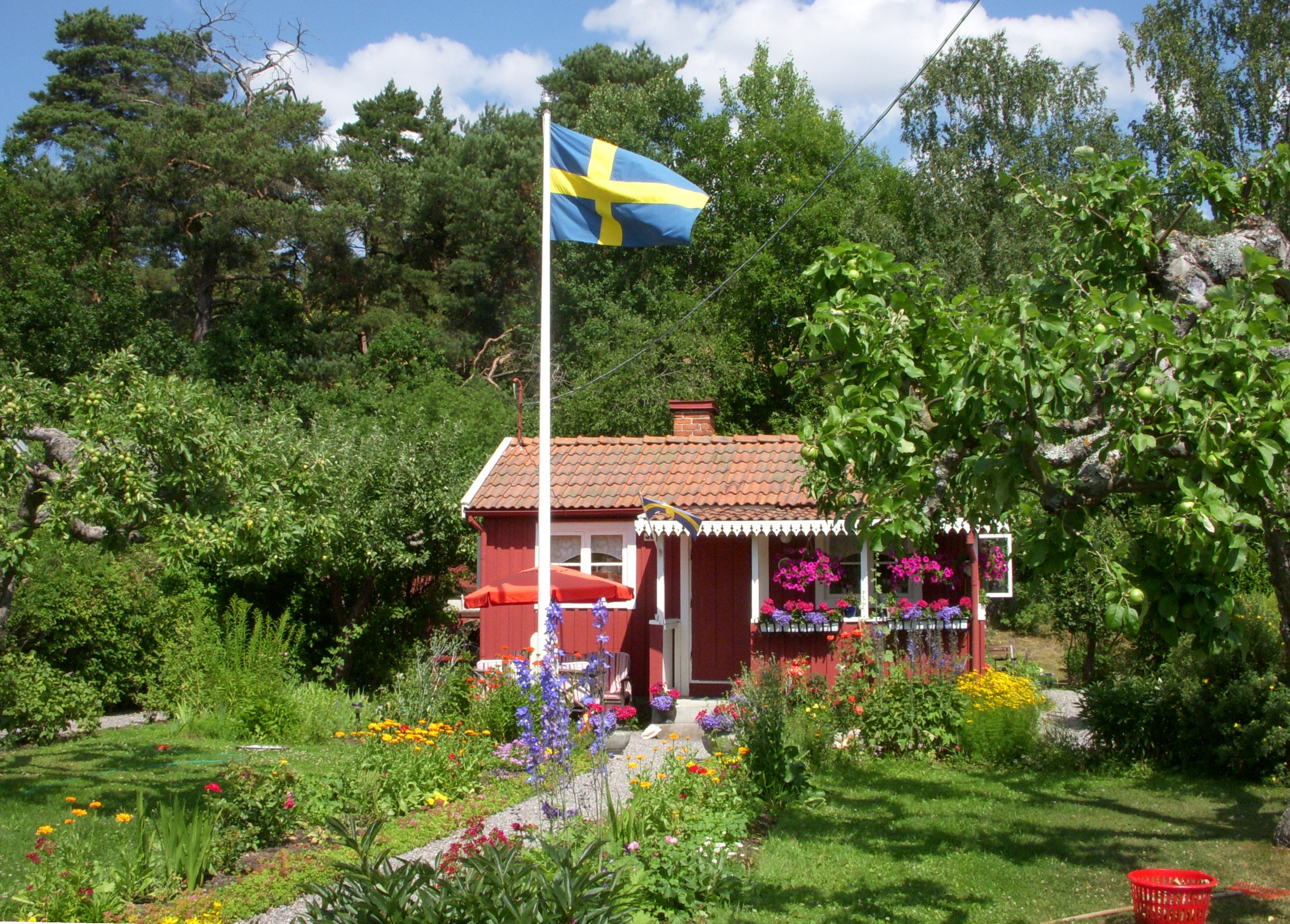
Riksby koloniträdgårdsområde i juli 2010.